# Côte-d’Or
Côte-d’Or (IPA: [kotˈdɔːʁ]) a 83 eredeti département egyike, amelyeket a francia forradalom alatt 1790. március 4-én hoztak létre.

## Elhelyezkedése
Franciaország északkeleti részén terül el, Burgundia-Franche-Comté régió (2015 végéig Burgundia régió) része. A megyét keletről Haute-Marne, Haute-Saône és Jura, délről Saône-et-Loire, nyugatról Nièvre és Yonne, északról pedig Aube megyék határolják.

## Települések
A megye legnagyobb városai 2011-ben:

| Település              | Népesség |
| ---------------------- | -------- |
| Dijon                  | 151 672  |
| Beaune                 | 22 394   |
| Chenôve                | 14 045   |
| Talant                 | 11 475   |
| Chevigny-Saint-Sauveur | 9 969    |
| Quetigny               | 9 752    |
| Longvic                | 9 290    |
| Fontaine-lès-Dijon     | 9 114    |
| Auxonne                | 7 741    |
| Montbard               | 5 513    |

## Galéria

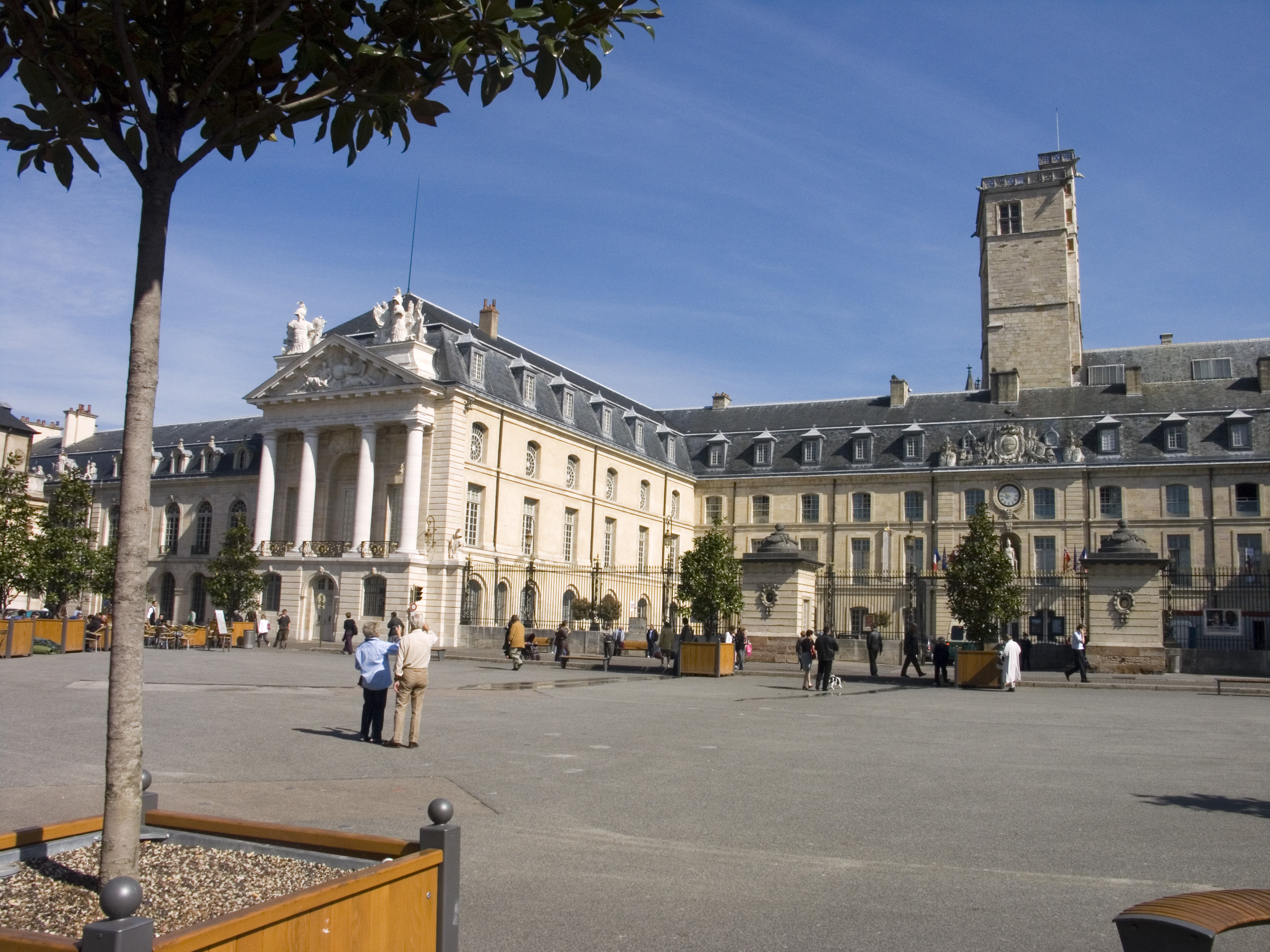
Dijon
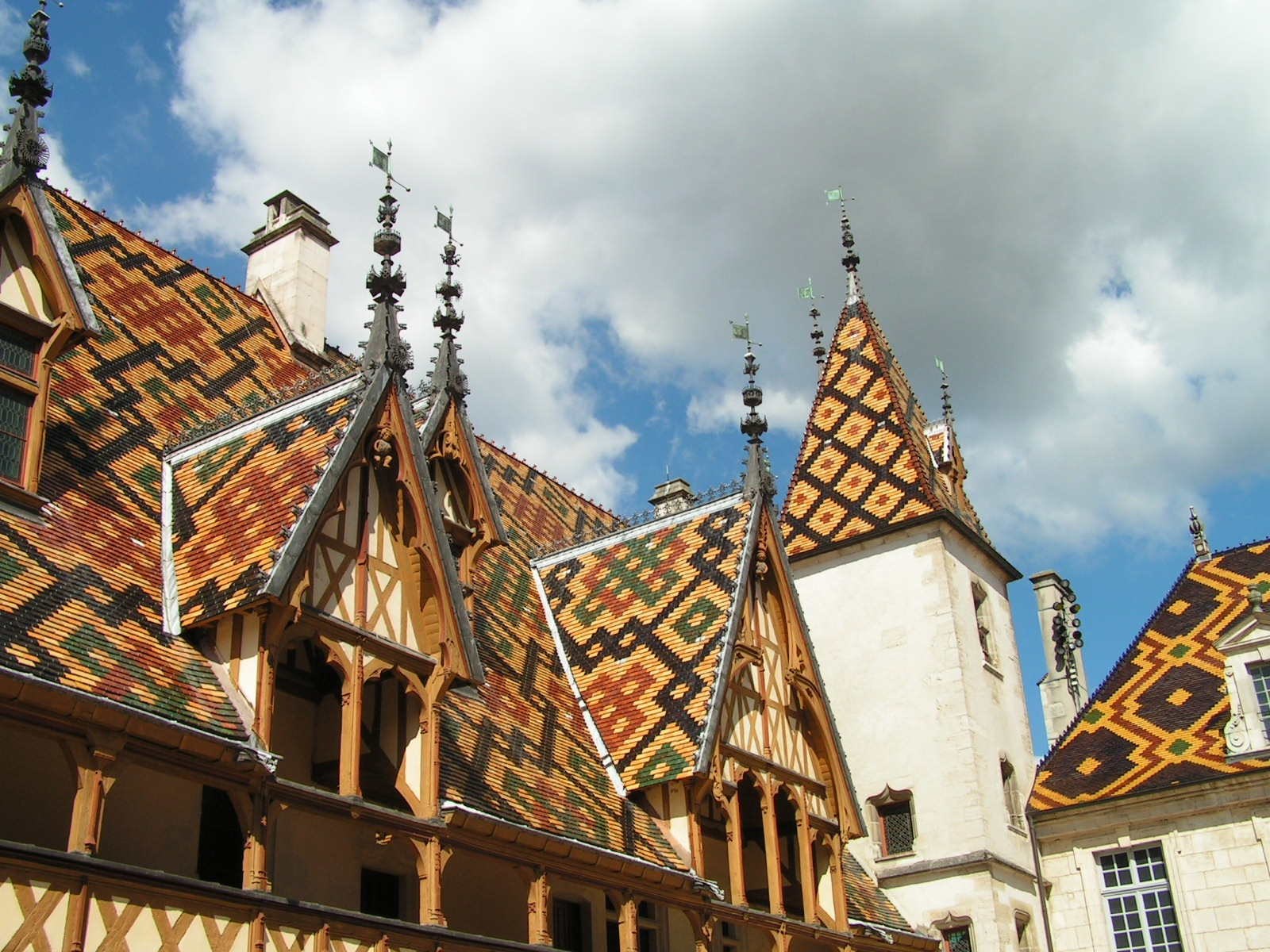
Beaune
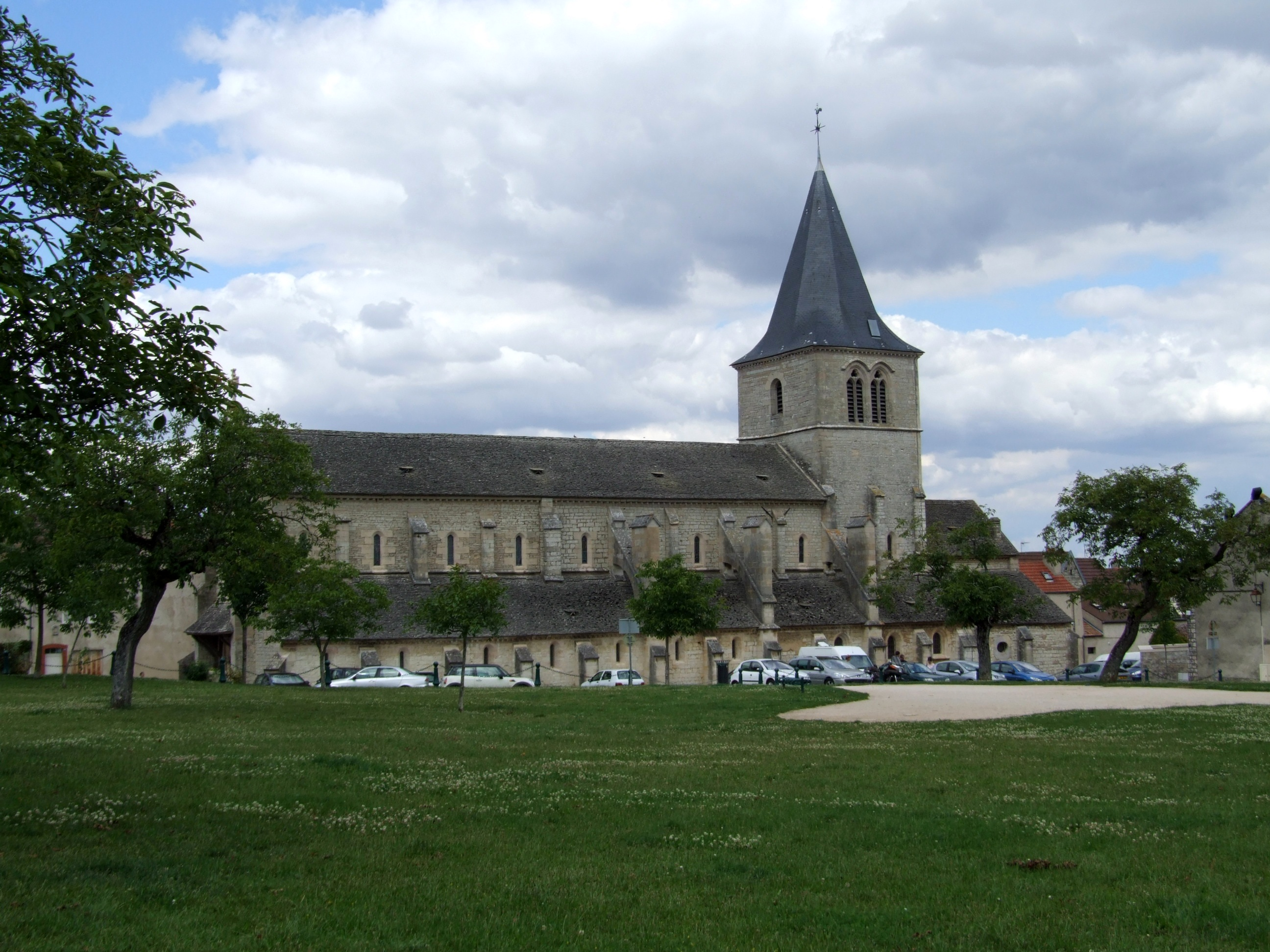
Talant
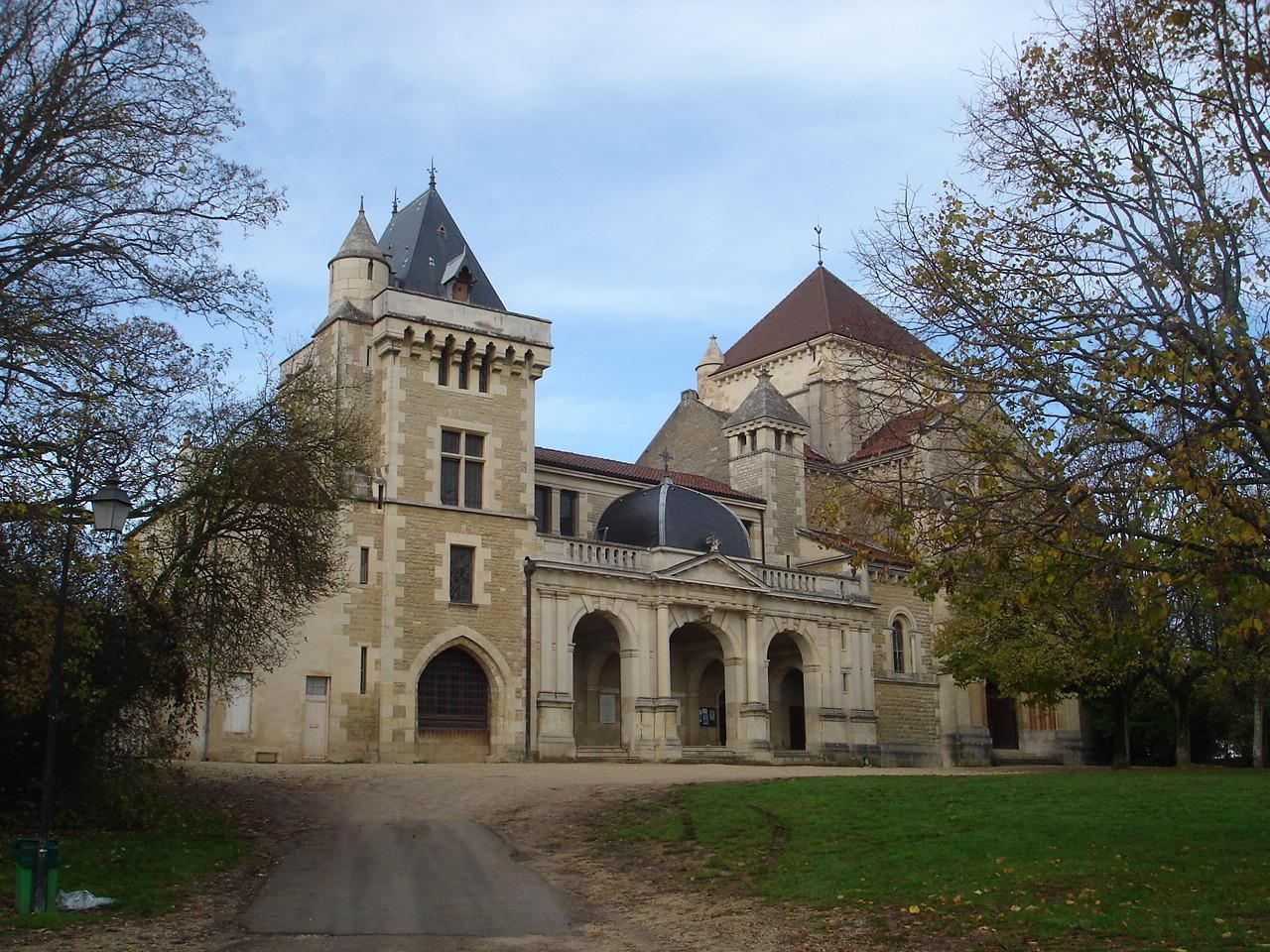
Fontaine-lès-Dijon